# Arctosa atriannulipes
Arctosa atriannulipes är en spindelart som först beskrevs av Embrik Strand 1906.  Arctosa atriannulipes ingår i släktet Arctosa och familjen vargspindlar.
Artens utbredningsområde är Etiopien. Inga underarter finns listade i Catalogue of Life.